# حمودة سيالة
حمودة سيالة كان رئيس مجلس النواب في طرابلس، انتُخب رئيسًا لمجلس النواب في 20 فبراير 2020؛ بحصوله على 37 صوتًا.

## سيرته
من مواليد طرابلس عام 1964، حصل على درجة الماجستير في الهندسة الإلكترونية، من جامعة نوتنجهام بالمملكة المتحدة، في 1998.
عمل في مجال الاتصالات والمعلوماتية لمدة 25 عامًا، وشارك، منذ اندلاع ثورة 17 فبراير، في الحراك السياسي الداعم للثورة.
مؤسس حزب تحالف القوى الوطنية، قبل انتخاب المؤتمر الوطني العام في 2012، وعمل مستشارًا سياسيًا لفريق الحوار الوطني الذي شُكّل بقرار رئيس مجلس الوزراء عام 2013.
عضو مؤسس، لكتلة الوفاق الوطني بمجلس النواب، الداعمة للحوار السياسي، والاتفاق السياسي الموقع في ديسمبر 2015، بمدينة الصخيرات المغربية، وأحد النواب المؤسسين للبرلمان المنعقد في طرابلس.
شغل منصب عضوًا بلجان المجلس التنفيذية، «لجنة الخارجية، والدفاع والأمن القومي، والحريات العامة وحقوق الإنسان»، كما شغل منصب الناطق الرسمي باسم النواب المنعقد في العاصمة.